# Re'im
Re'im (Hebreeuws: רֵעִים, letterlijk 'Vrienden') is een seculiere kibboets in het zuiden van Israël, en een van de dorpen in de omgeving van Gaza. Gelegen aan de samenvloeiing van de Besorstroom en de Gerarstroom in de noordwestelijke Negev-woestijn, valt het onder de jurisdictie van de Regionale Raad Esjkol. In 2019 had het 400 inwoners.
Re'im werd opgericht in 1949 door leden van de Israëlische Jongens- en Meisjesscouts Federatie die gedemobiliseerd waren uit de Palmach.

## Geografie
Re'im ligt tussen de wegen 232 en 234 in de westelijke Negev, naast de Re'im-aansluiting en Gama-aansluiting. De ruïnes van het oude Gama (Tell Jemmeh) liggen ten westen van de kibboets. Ten westen van Re'im ligt de kibboets Kissufim, en ten noorden ligt Be'eri. De hoogte van Re'im is 50 m boven zeeniveau en de Besorstroom stroomt door zijn grondgebied.

## Geschiedenis
De kibboets werd opgericht in 1949 door voormalige Palmach-leden met de voorlopige naam HaTzofim Vav (letterlijk 'Verkenners F'). Het werd toen Tel Re'im (Hebreeuws: תל רעים, letterlijk 'Heuvel van Vrienden') genoemd naar de Arabische vertaling van de nabijgelegen archeologische site Tell Jemmeh. Uiteindelijk werd het hernoemd tot Re'im ter nagedachtenis aan leden van de Gar'in die gedood waren in de Arabisch-Israëlische Oorlog van 1948. De naam, wat 'vrienden' betekent, werd ontleend aan het Boek Spreuken (18:24) om hen te symboliseren.
De kibboets werd ontworpen door de architect Hanan Habaron, een van de oprichters van de kibboets en lid tot zijn dood in 2002. De ascetische stijl werd omschreven als een visuele expressie van Habaron's sociale en architectonische wereldbeelden. Asaf Kashtan, een Israëlische architect die een boek over Habaron schreef, zei dat Habaron's stijl de laatste jaren in ongenade viel bij de inwoners van Re'im.
Het Israëlische Defensieleger (IDF) heeft een basis bij de kibboets. Voorafgaand aan de Israëlische terugtrekking uit Gaza in 2005, werd de basis gebruikt als kamp voor de ontruimende troepen. Nadat de ontruiming voltooid was, werd Re'im het doelwit van Qassam-raketten afgevuurd vanuit de Gazastrook. In 2008 verzochten IDF-troepen bij de nabijgelegen basis bij Nahal Oz dat de basis verplaatst zou worden naar het gebied bij Re'im, buiten het bereik van het mortiervuur van Hamas.
Op 7 oktober 2023 werd Re'im aangevallen door Hamas, waarbij tientallen Israëlische slachtoffers vielen. Op dezelfde dag vielen Hamas-militanten een muziekfestival nabij de kibboets binnen, waar zij gericht op de menigte schoten en ongeveer 260 slachtoffers maakten en anderen als gijzelaar meenamen (Bloedbad op Supernova Sukkot Gathering).

## Economie
De economie van de kibboets is gebaseerd op landbouw en zijn laserfabriek, Isralaser. IsraBig, dat stempelmatrijzen produceert, heeft ook een fabriek in Re'im. De kibboets exploiteert verder een kamerverhuurbedrijf, inclusief een bedoeïenentent. Het leed als gevolg van het Israëlisch-Palestijns conflict, en de kibboets verlaagde zijn prijzen. In 2008 zette Re'im een project op dat ten doel had de gemeenschap volledig in haar eigen energiebehoefte te voorzien. Hiertoe moesten op alle daken in de kibboets zonnepanelen worden aangebracht. De kosten van het project werden geschat op 60 tot 100 miljoen sjekel.